# 佐藤一郎 (政治家)
佐藤 一郎（さとう いちろう、1913年（大正2年）5月1日 - 1993年（平成5年）2月26日）は、日本の大蔵官僚、政治家。参議院議員（2期）、衆議院議員（4期）。経済企画庁長官（第20代）。位階は正三位。

## 来歴
一高を経て、1937年（昭和12年）3月、東京帝国大学法学部法律学科を卒業。1936年（昭和11年）10月、高等試験行政科に合格。1937年4月、大蔵省入省。預金部兼大臣官房文書課属。入省成績はビリに近い方だったといわれている。戦争末期1944年（昭和19年）7月、神奈川県庁に出向し、教育、人事、庶務の各課長を歴任し、学徒動員をめぐって軍部とかなりやりあった。
戦後は、片山哲内閣総理大臣秘書官。1952年（昭和27年）8月1日に主計局総務課長。1955年（昭和30年）8月10日に近畿財務局長。1957年（昭和32年）6月11日に主計局次長（次席）。1959年（昭和34年）8月1日に主計局次長（首席）。1961年6月16日に官房長。1963年4月22日に主計局長。1965年（昭和40年）4月より大蔵事務次官となる。1967年（昭和42年）1月に退官後に政界入り。
1967年2月の参議院神奈川県選挙区の補欠選挙で自由民主党から出馬し、当選、1968年（昭和43年）の第8回参議院議員通常選挙で再選された。1970年（昭和45年）に第3次佐藤内閣で経済企画庁長官として初入閣。翌年の内閣改造で退任。1974年（昭和49年）2期目の任期満了で参議院議員を退任。その後は衆議院議員への転身を試み、1976年（昭和51年）の第34回衆議院議員総選挙に、引退する藤山愛一郎の後継者として旧神奈川4区から出馬したが、落選。3年後の1979年（昭和54年）第35回衆議院議員総選挙で当選し、以後衆院議員に4回連続当選。1989年（平成元年）年春の叙勲で勲一等瑞宝章受章（勲五等からの昇叙）。1990年（平成2年）息子の謙一郎にあとを譲って引退。
1993年（平成5年）2月26日死去、79歳。死没日をもって正六位から正三位に叙される。
厚生大臣の金光庸夫は義父。元国会議員の佐藤謙一郎は長男、共同通信社社長の佐藤雄二郎は次男。

## 人物
- 自民党内タカ派の一員として知られた。
- 参院選初出馬の際は、選挙公報に｢どうでしょう。最近の世界の激動ぶりは、アメリカも欧州も共産圏も、苦悩し、歴史的潮流に洗われています。この激動期を乗り切るには、日本の将来をしっかり見通し、大地を踏みしめた外交が必要です。まず新しい日米協力関係の確立-アジアを知らないアメリカに臆することなく友情ある説得をする。孤立し先鋭化する中国に国際社会復帰を呼びかけ共存･友好の手を差しのべる。そして防衛問題-強大な国防国家の復活も、まる裸の無防衛論も、現実無視のおとぎ話です。平和･経済国家としての道は、当面は日米共に安保の延長。やがては国連による集団安保しかありません。米軍基地の安全地帯への移転･統合･そして汚染問題が解明されるまでの原潜の横須賀寄港停止は当然です。｣と訴えた[3]。
- あだ名は学生時代から不本意ながら｢えん(猿)べえー｣[3]